# Élections législatives de 2024 au Jammu-et-Cachemire
Les élections législatives au Jammu-et-Cachemire se tiennent les 18 septembre et 1er octobre 2024 dans le territoire de l'Union de Jammu-et-Cachemire en Inde, afin d'élire 90 députés de l'Assemblée législative pour cinq ans.
L'Alliance inclusive de la nation indienne pour le développement (INDIA) regroupant la Conférence nationale (JKNC) et le Congrès remporte le scrutin.

## Contexte
En 2019, le gouvernement de Narendra Modi fait adopter une loi par le Parlement indien révoquant le statut de semi-autonomie dont jouissait l'État du Jammu-et-Cachemire, dissolvant ce dernier et le divisant en deux territoires de l'Union du Jammu-et-Cachemire et du Ladakh. Le but est de marginaliser les musulmans de cette région, la seule à majorité musulmane, et de tenter de l'hindouiser.
À la suite de la décision de la Cour suprême, en décembre 2023, de rétablir un processus électoral au Jammu-et-Cachemire, le gouvernement indien doit y organiser des élections législatives afin de restaurer les institutions démocratiques dans ce territoire.

## Campagne
Membres de l'Alliance inclusive de la nation indienne pour le développement (INDIA), la Conférence nationale (JKNC), le Congrès et le Parti communiste d'Inde (marxiste) forment une alliance en vue du scrutin.
La campagne est polarisée entre le BJP et le Congrès, alors que le premier appelle à voter contre « la corruption, le terrorisme, le séparatisme » en assimilant cela au second. Par ailleurs, un découpage électoral a permis de faire bénéficier le Jammu, majoritairement hindou, de sept sièges supplémentaires.

## Résultats
|                                                                              |                                                                              |                                                            |      |   |     |        |     |
| Parti ou coalition                                                           | Parti ou coalition                                                           | Parti ou coalition                                         | Voix | % | +/- | Sièges | +/- |
|                                                                              |                                                                              | Conférence nationale (JKNC)                                |      |   |     | 42     |     |
|                                                                              | Congrès national indien (INC)                                                |                                                            |      |   | 6   |        |     |
|                                                                              | Parti communiste d'Inde (marxiste) (CPI(M))                                  |                                                            |      |   | 1   |        |     |
| Total Alliance inclusive de la nation indienne pour le développement (INDIA) | Total Alliance inclusive de la nation indienne pour le développement (INDIA) |                                                            |      |   | 49  |        |     |
|                                                                              | Bharatiya Janata Party (BJP)                                                 | Bharatiya Janata Party (BJP)                               |      |   |     | 29     |     |
|                                                                              | Parti démocratique populaire du Jammu-et-Cachemire (JKPDP)                   | Parti démocratique populaire du Jammu-et-Cachemire (JKPDP) |      |   |     | 6      |     |
|                                                                              | Aam Aadmi Party (AAP)                                                        | Aam Aadmi Party (AAP)                                      |      |   |     | 1      |     |
|                                                                              | Conférence du peuple                                                         | Conférence du peuple                                       |      |   |     | 1      |     |
|                                                                              | Autres partis                                                                | Autres partis                                              |      |   | –   | 0      |     |
|                                                                              | Indépendants                                                                 | Indépendants                                               |      |   |     | 7      |     |
|                                                                              | Membres nommés                                                               | Membres nommés                                             |      |   |     | 5      |     |
|                                                                              | Aucun d'entre eux                                                            |                                                            |      |   |     |        |     |
|                                                                              |                                                                              |                                                            |      |   |     |        |     |
| Votes valides                                                                |                                                                              |                                                            |      |   |     |        |     |
| Votes blancs et nuls                                                         |                                                                              |                                                            |      |   |     |        |     |
| Total                                                                        | Total                                                                        | Total                                                      |      |   | –   | 95     | 8   |
| Abstentions                                                                  |                                                                              |                                                            |      |   |     |        |     |
| Inscrits / participation                                                     |                                                                              |                                                            |      |   |     |        |     |

## Analyse
Le parti Conférence nationale frôle la majorité absolue en obtenant 42 sièges, tandis que le BJP arrive second avec 29 sièges, le Congrès national indien obtient six sièges, le JKPDP trois sièges, la Conférence du peuple, le CPI(M), et le AAP un siège chacun. Enfin, sept candidats indépendants remportent les sièges restants.
Le 16 octobre, Omar Abdullah est investi ministre en chef du Jammu-et-Cachemire.